# Zak DeOssie

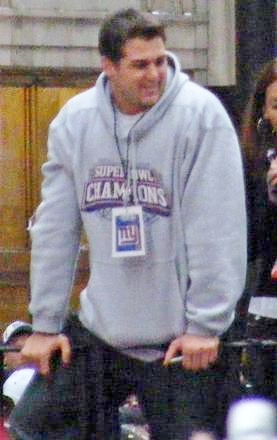
Zak DeOssie

Zackary Robert "Zak" DeOssie (25 de maio de 1984, North Andover, Massachusetts) é um jogador profissional de futebol americano estadunidense que foi campeão da temporada de 2007 e de 2011 da National Football League jogando pelo New York Giants.